# Platysenta kalma
Platysenta kalma är en fjärilsart som beskrevs av William Schaus 1894. Platysenta kalma ingår i släktet Platysenta och familjen nattflyn. Inga underarter finns listade i Catalogue of Life.